# Jan Vander Laenen
Jan Vander Laenen (Heist-op-den-Berg, 18 mei 1960) is een Belgisch auteur, kunsthistoricus en vertaler Nederlands-Frans-Italiaans. Hij woont in Brussel sinds 1982.

## Biografie
Vander Laenen voltooide zijn eerste kandidatuur Rechten in juni 1979 aan de K.U.Leuven en ging toen aldaar Kunstgeschiedenis studeren. Hij behaalde zijn diploma met de thesis “Antieke thematiek in het oeuvre van Eugène Delacroix”. Hij debuteerde onder het pseudoniem Antoine Wiertz bij uitgeverij Facet in 1988 met de verhalenbundel “Een vonk van genie”. Bij dezelfde uitgever verschenen “Gevaarlijke liefdes” (1989) en “Het nimfomane huwelijk” (1990).
De jaren erop schreef hij een aantal scenario’s en toneelstukken om in 1998 onder eigen naam een vierde verhalenbundel te publiceren bij uitgeverij Kramat, “De schone slaper”. Het titelverhaal verscheen in het Frans als “Le bel au bois dormant” bij uitgeverij Thé Glacé in 2000 in de bundel “Passions-Voyages-Fantasmes” en in 2008 als “Epistle of the Sleeping Beauty” bij Dark Scribe Press (New York) in de bundel “Unspeakable Horror”. De bundel sleepte een Bram Stoker Award in de wacht.
Pas in 2011 vond Vander Laenen in eigen taalgebied weer een uitgever voor zijn verhalen: het werd “De huisknecht en andere scabreuze vertellingen bij ‘t Verschil. De Franse versie, “Le serviteur marocain”, kwam even later uit bij Textes Gais te Parijs.
Ondertussen had hij wel al interesse weten op te wekken voor zijn ongewone vertellingen in het buitenland. Italiaanse uitgeverij Zoe bracht in respectievelijk 2004 en 2005 “Il servitore” en “Poeta maledetto” op de markt, NonSoloParole te Napels publiceerde in 2005 in een Frans-Italiaanse versie zijn zwarte komedie “De wraak van een moeder”. Verder verschenen erotische verhalen van hem in Amerikaanse bundels, zoals “A Glass of Cognac” in “Bears” (Cleis Press, 2008) en “The stuffed Turkey” in “Best Gay Erotica"
2010 (Cleis Press, 2009).
Vander Laenen is lid van de Horror Writers Association en de Poe Studies Association. Hij presenteerde zijn paper “Hypotheses on Poe’s Homosexuality” naar aanleiding van de tweehonderdste verjaardag van Edgar Allan Poe te Philadelphia in 2009. Ook heeft hij een passie voor de Belgische Romantische schilder Antoine Wiertz (1806-1865) en hoopt hij ooit te kunnen doctoreren over deze kunstenaar of diens leven tot een film of toneelstuk uit te werken.